# Martis Ferenc (labdarúgó, 1950)
Martis Ferenc (Ózd, 1950. július 12. – Miskolc, 2020. december 29. előtt) magyar labdarúgó, hátvéd.

## Pályafutása
1972 nyaráig az Uraji FSK játékosa volt. 1972 és 1974 között a másodosztályú Ózdi Kohász labdarúgója volt. 1974 és 1977 között a Diósgyőri VTK játékosa volt és 48 élvonalbeli mérkőzésen szerepelt. Az 1977–78-as idényben az NB II-es Eger SE együttesében szerepelt. 1978 és 1982 között az NB III-as Recski Ércbányászban játszott és itt fejezte be az aktív labdarúgást.
Visszavonulása után földrajz és biológia szakos tanárként dolgozott a miskolci 26-os általános iskolában, majd a Petőfi Sándor Kollégium igazgató-helyettese volt. 
Fia Martis Ferenc (1978) NB II-es labdarúgó, a DVTK Labdarúgó Sportakadémiájának az edzője.
2020 decemberében hunyt el. Temetése 2021. január 7-én a miskolci Mindszenti temetőben volt.